# Албрехт Шенк фон Щауфенберг
Албрехт Шенк фон Щауфенберг (на немски: Albrecht Schenk von Stauffenberg; † 19 август 1593, Вилфлинген) е от линията „Амердинги“ на швабския стар благороднически род Шенк фон Щауфенберг във Вилфлинген.

## Произход
Той е син на Себастиан Шенк фон Щауфенберг († 1564) и първата му съпруга Анна фон Рехберг-Илерайхен († пр. 1540), дъщеря на рицар Албрехт фон Рехберг-Илерайхен († 1510) и съпругата му Мая Гюс фон Гюсенберг († 1521). Баща му се жени втори път на 12 февруари 1539/1540 г. за Анна фон Шпет цу Зулцбург († сл. 1573).

## Фамилия
Първи брак: ок. 31 януари 1557/1558 г. в Менген с Катарина фон Клозен († 1571, Вилфлинген), дъщеря на Ханс Кристоф фон Клозен († 1549) и Анна фон Ландау († 1545). Те имат децата:
- Анна Шенк фон Щауфенберг († ок. 1620/1625), омъжена през октомври 1587 г. за Фердинанд фон Ридхайм-Хартхаузен (* 12 март 1543, Калтенберг; † пр. 1611)
- София Шенк фон Щауфенберг, омъжена за Хиронимус фон Ауер
- Барбара Шенк фон Щауфенберг, омъжена за Георг Дитрих фон Вестерщетен († 1619)
- Вернер Шенк фон Щауфенберг
- Ханс Кристоф Шенк фон Щауфенберг († 11 май 1638), женен I. за Маргарета фон Хоенек († 18 януари 1594), II. за Барбара фон Есендорф, III. за Мария фон Лаубенберг († 31 май 1632)
- Йохан Себастиан Шенк фон Щауфенберг (* 1563; † 18 февруари 1626)
- Максимилиан Шенк фон Щауфенберг († 1618), женен за Кунигунда Шпет фон Цвифалтен († 19 ноември 1615)
- Йохан Якоб Шенк фон Щауфенберг

Втори брак: с Вероника Фогт фон Алтен-Зумерау-Прасберг. Те имат двама сина:
- Йохан Вилхелм Шенк фон Щауфенберг (* 1573; † 20 декември 1644), женен на 3 ноември 1599 г. в Биберах за Маргарета фон Щадион († сл. 1643), дъщеря на Волф Дитрих фон Щадион (1551 – 1607) и Барбара фон Щайн цум Рехтенщайн († сл. 1572)
- Йохан Рудолф Шенк фон Щауфенберг († 1635), женен за Беатрикс Шпет цу Зулцбург